# Адріана Адам
Адріана Адам (11 квітня 1999 , Велень, Васлуй ), до шлюбу Адріана Айлінкай — румунська веслувальниця, олімпійська чемпіонка 2024 року, чемпіонка світу.

## Виступи на Олімпіадах
| Олімпіада  | Дисципліна | Місце |
| ---------- | ---------- | ----- |
| Токіо 2020 | двійки     | 9     |
| Париж 2024 | вісімки    | 1     |

## Зовнішні посилання
- Адріана Адам на сайті FISA.